# Rodolfo II d'Asburgo
Rodolfo II d'Asburgo (Vienna, 18 luglio 1552 – Praga, 20 gennaio 1612) è stato imperatore del Sacro Romano Impero dal 1576 al 1612.

## Biografia

### I primi anni
Rodolfo d'Asburgo nacque a Vienna il 18 luglio del 1552: i suoi genitori, l'arciduca Massimiliano (futuro Massimiliano II) e Maria di Spagna, erano cugini poiché figli rispettivamente dei fratelli Ferdinando I e Carlo V. Ciò significa che Rodolfo era due volte bisnipote di Giovanna la Pazza: questa singolare ascendenza contribuì significativamente al diffondersi della sua fama di folle. All'età di undici anni approdò a Madrid, presso la corte dello zio Filippo II, molto più chiusa e conservatrice di quella su cui si sarebbe trovato a regnare.
Rodolfo ritornò alla corte imperiale di Vienna solo nel 1571. Il soggiorno madrileno aveva profondamente toccato il giovane principe, i cui modi affettati stupirono il padre. Rodolfo venne comunque incoronato re di Ungheria nel 1572 e re di Boemia nel 1575; eletto Re dei Romani il medesimo anno, succedette al padre nella carica di imperatore.
Come la contemporanea Elisabetta I d'Inghilterra, Rodolfo passò la sua vita in solitudine: giocò sempre la carta di un possibile accordo matrimoniale nelle relazioni diplomatiche senza alla fine mai sposarsi. La sua vita solitaria ed il formale distacco dalle donne (ebbe comunque molte amanti che non gli lasciarono però degli eredi), unitamente alla sua condotta privata bizzarra ed alla sua passione per l'occulto, andarono ad alimentare pettegolezzi di una sua probabile omosessualità sapientemente manovrati dai suoi oppositori politici.

### Praga capitale dell'Impero
Uno dei gesti più significativi del regno di Rodolfo II fu quello di trasferire la corte da Vienna a Praga nel 1583. Qui, rinchiuso nel castello sulla collina di Hradčany, l'imperatore si dedicò soprattutto al culto delle arti e delle scienze occulte. Ben presto da tutta Europa accorsero a Praga bizzarre figure a metà strada tra la scienza, la magia e la ciarlataneria. Tra i più celebri ospiti dell'imperatore vi furono Giordano Bruno 
, Tycho Brahe e Johannes Kepler, astronomi e astrologi di grande fama; John Dee e Edward Kelly, il primo consigliere di Elisabetta I d'Inghilterra e il secondo sedicente medium, nonché Michael Sendivogius, alchimista dalla vita avventurosa.

### Il collezionista e il mecenate
Rodolfo II rivestì in realtà un doppio ruolo: quello di mecenate e quello di collezionista. Nelle raccolte custodite dalle Sale Spagnole trovarono spazio gli oggetti più disparati. La Camera delle meraviglie (Wunderkammer) di Rodolfo fu la più grande nell'Europa del suo tempo e per ospitarla egli fece ingrandire l'ala nord del suo palazzo a più riprese tra il 1587 ed il 1605. Le raccolte, organizzate con smania enciclopedica per ordine del melanconico imperatore, vennero curate e catalogate dal fisico Anselmus de Boodt.
A prezzo di enormi fortune, Rodolfo ammassò i quadri di grandi maestri italiani, come il Parmigianino, il Correggio, Paolo Veronese e Giuseppe Arcimboldo (artista italiano autore di celebri ritratti fatti di oggetti e verdure solo recentemente rivalutato dalla critica) ed esponenti della rinascita pittorica nordica come Albrecht Dürer, Pieter Bruegel il Vecchio, Bartholomeus Spranger, Hans von Aachen, Giambologna, Egidius Sadeler, Roelant Savery ed Adriaen de Vries.
Le meraviglie ed i dipinti di Rodolfo andarono largamente dispersi durante i saccheggi di cui fu oggetto Praga durante la Guerra dei trent'anni. Parte del materiale venne anzitempo trasferito a Vienna dagli immediati successori di Rodolfo, ma diverse opere andarono incontro ad un destino più complesso.

### Un monarca controverso
Gli storici hanno tradizionalmente indicato nella passione sfrenata di Rodolfo per l'arte e l'occulto la causa della disastrosa politica estera del suo regno.
Golo Mann, nella sua opera sul Wallenstein, dice che egli "mandò in rovina l'eredità", pur riconoscendo che non mancava certo di "qualità squisite: dotato di un'intelligenza acuta, quando non veniva offuscata dall'impulso del momento, era consapevole, anche se troppo esasperatamente, della grandiosità del suo compito; era tenace e possedeva una finissima sensibilità per l'arte. Grazie alla sua presenza Praga divenne una metropoli, uno stimolante campo d'azione per persone di lingue diverse, dai talenti e dalle tendenze più disparate".
In tempi recenti, altri studiosi hanno invece rivalutato la figura di Rodolfo: la sua passione per l'arte e le sue scelte politiche azzardate, giustificate dal sogno di ricreare un solido Impero Cristiano ma sistematicamente smantellate dai drastici mutamenti socio-culturali del suo tempo, sono state rilette come manifestazioni del suo spirito di principe del Rinascimento.
Parimenti controverso è il giudizio degli storici sulle scelte politiche di Rodolfo II in ambito religioso. Indubbio responsabile dell'introduzione nei domini asburgici della Controriforma, l'eccentrico Rodolfo sarebbe comunque stato indicato da alcuni studiosi come capace di ben gestire le diverse anime religiose che distinguevano i sudditi dell'Impero. Motivo di questa asserzione furono le libertà di culto da lui concesse agli "Ordini" ungheresi (1606) ed a quelli boemi (1609) con la lettera di maestà. In realtà queste concessioni vennero garantite nella fase finale del regno di Rodolfo, quando il monarca viveva recluso nel suo castello, e per sedare delle guerre di religione (fondamentale la Rivolta di Bocskai in Transilvania) che lo stesso imperatore aveva provocato con i suoi eccessi.
Rodolfo II ebbe certo buoni rapporti con la comunità ebraica praghese, allora guidata dall'importante figura del rabbino Loew. È però più che lecito supporre che l'imperatore, bisognoso di soldi per arricchire le sue collezioni, non abbia garantito a titolo gratuito la sua protezione agli abitanti del ghetto.
Dato certo è che causa della definitiva rovina di Rodolfo II fu il conflitto da lui avviato contro i turchi. Sordo all'ipotesi di qualsiasi compromesso con il sultano e convinto di poter riunire la Cristianità in una nuova crociata, Rodolfo aprì nel 1593 un conflitto che si protrasse fino al 1606 e fu noto come la Lunga Guerra.

### La malattia e l'abdicazione
I rovesci della lotta contro i turchi e l'aggravarsi della malattia mentale di Rodolfo segnarono la sua fine.
Dal 1600 in poi, Rodolfo si rinchiuse nel castello di Praga (Hradčany), in preda a frequenti allucinazioni ed a lunghe crisi depressive. Sempre più ombroso e scostante (aveva smesso di presiedere il Reichstag nel 1594), l'imperatore veniva avvicinato solo dal suo personale da camera, spesso dedito alla corruzione.
Nel 1604 i sudditi ungheresi si rivoltarono contro Rodolfo sotto la guida di István Bocskai. Nel 1605 l'imperatore fu costretto dai fratelli, l'arciduca Massimiliano e l'arciduca Mattia, a cedere a Mattia il controllo degli affari ungheresi. Nel 1606 Mattia raggiunse un difficile accordo con i rivoltosi (Pace di Vienna) e con i turchi (Pace di Zsitvatorok).
I successi di Mattia gli alienarono la simpatia del fratello e, di fatto, segnarono l'avvio di una guerra intestina tra lui e Rodolfo. Mentre l'imperatore si preparava ad una nuova guerra contro i turchi, Mattia, appoggiandosi agli ungheresi, lo costrinse a cedergli le corone di Ungheria, Austria e Moravia. Quando Rodolfo rispose con le armi alle pressanti richieste dei protestanti boemi, decisi ad ottenere nuove concessioni, Mattia si intromise. Soldati fedeli a Mattia imprigionarono Rodolfo nel suo castello a Praga, costringendolo a cedere al fratello la corona di Boemia.
Rodolfo morì nel 1612, nove mesi dopo essere stato privato di qualsiasi potere effettivo in favore di Mattia, ad eccezione del titolo imperiale che Mattia ereditò cinque mesi dopo. Rodolfo non lasciò eredi: l'amante Anna Maria Strada gli aveva dato un figlio illegittimo, Don Giulio, che soffriva però di disturbi mentali e finì i suoi giorni rinchiuso nel castello di Krumlov. La salma dell'imperatore riposa nella cattedrale di San Vito, all'interno del complesso del castello di Praga, dove si trovano anche le spoglie di suo padre e di suo nonno.

## La magica Praga di Rodolfo
In ambito letterario, l'atmosfera magica che caratterizza i luoghi e i tempi rodolfini sono stati oggetto della narrazione di autori (tra gli altri) come Leo Perutz (Di notte sotto il Ponte di Pietra), Gustav Meyrink (L'Angelo della finestra d'Occidente), John Banville (La notte di Keplero) e Bruce Chatwin (Utz). Ciascuno di questi autori ha saputo raccontare un aspetto diverso della personalità del monarca, focalizzandosi di volta in volta su uno tra i suoi tanti interessi. Perutz narra del suo amore per la bella moglie del mercante ebreo Mordechai Meisl, e dei suoi rapporti con la comunità ebraica e in particolare con Rabbi Judah Loew (personaggio storico a cui è attribuito il ruolo leggendario di creatore del Golem); Meyrink racconta del suo rapporto con i già citati Dee e Kelly; Banville ce lo mostra interessato ai poteri delle stelle mentre disserta di matematica con Keplero e Tycho Brahe; Chatwin lo prende a modello in qualità di collezionista esemplare.
Sul personaggio e sulla sua epoca sono stati prodotti anche alcuni saggi: in particolare vanno ricordati Rodolfo II d'Asburgo, l'enigma di un imperatore di R. J. W. Evans, e Praga magica di Angelo Maria Ripellino (quest'ultima opera tratta solo in parte dell'argomento). Un saggio sulle collezioni imperiali è contenuto in "Tesori dei principi" di Geza Von Absburg.
In ambito teatrale va ricordata l'opera "Bruderzwist in Habsburg" ("Una contesa tra fratelli nella casa d'Asburgo") di Franz Grillparzer (1848) che racconta proprio il tormentato rapporto tra Rodolfo e Mattia. In pittura, celebre è il ritratto dell'Imperatore nelle sembianze di Vertumno realizzato dal già menzionato Giuseppe Arcimboldo.
Rodolfo II ha ispirato lo scrittore Karel Čapek che in Věc Makropulos (L'affare Makropulos) lo mette all'origine di un dramma relativo ad un filtro, elisir di lunga vita, commissionato dall'imperatore ad un alchimista greco che sarà costretto a provarlo sulla figlia sedicenne. Il musicista cecoslovacco Leóš Janáček lo ha messo in musica nella sua penultima opera.

## Ascendenza
|                           |                        |                          | Genitori                   |  |  | Nonni |  |  | Bisnonni               |  |  | Trisnonni                |  |
|                           |                        |                          |                            |  |  |       |  |  | Filippo I di Castiglia |  |  | Massimiliano I d'Asburgo |  |
|                           |                        |                          |                            |  |  |       |  |  | Filippo I di Castiglia |  |  | Massimiliano I d'Asburgo |  |
|                           |                        | Maria di Borgogna        |                            |  |  |       |  |  | Filippo I di Castiglia |  |  |                          |  |
| Ferdinando I d'Asburgo    |                        |                          |                            |  |  |       |  |  | Filippo I di Castiglia |  |  |                          |  |
|                           |                        | Giovanna di Castiglia    | Ferdinando II d'Aragona    |  |  |       |  |  |                        |  |  |                          |  |
|                           |                        | Giovanna di Castiglia    | Ferdinando II d'Aragona    |  |  |       |  |  |                        |  |  |                          |  |
|                           |                        | Giovanna di Castiglia    | Isabella di Castiglia      |  |  |       |  |  |                        |  |  |                          |  |
| Massimiliano II d'Asburgo |                        | Giovanna di Castiglia    |                            |  |  |       |  |  |                        |  |  |                          |  |
|                           |                        | Ladislao II di Boemia    | Casimiro IV di Polonia     |  |  |       |  |  |                        |  |  |                          |  |
|                           |                        | Ladislao II di Boemia    | Casimiro IV di Polonia     |  |  |       |  |  |                        |  |  |                          |  |
|                           |                        | Ladislao II di Boemia    | Elisabetta d'Asburgo       |  |  |       |  |  |                        |  |  |                          |  |
| Anna Jagellone            |                        | Ladislao II di Boemia    |                            |  |  |       |  |  |                        |  |  |                          |  |
|                           |                        | Anna di Foix-Candale     | Gastone II di Foix-Candale |  |  |       |  |  |                        |  |  |                          |  |
|                           |                        | Anna di Foix-Candale     | Gastone II di Foix-Candale |  |  |       |  |  |                        |  |  |                          |  |
|                           |                        | Anna di Foix-Candale     | Caterina di Navarra        |  |  |       |  |  |                        |  |  |                          |  |
| Rodolfo II d'Asburgo      |                        | Anna di Foix-Candale     |                            |  |  |       |  |  |                        |  |  |                          |  |
|                           | Filippo I di Castiglia | Massimiliano I d'Asburgo |                            |  |  |       |  |  |                        |  |  |                          |  |
|                           | Filippo I di Castiglia | Massimiliano I d'Asburgo |                            |  |  |       |  |  |                        |  |  |                          |  |
|                           | Filippo I di Castiglia | Maria di Borgogna        |                            |  |  |       |  |  |                        |  |  |                          |  |
| Carlo V d'Asburgo         | Filippo I di Castiglia |                          |                            |  |  |       |  |  |                        |  |  |                          |  |
|                           |                        | Giovanna di Castiglia    | Ferdinando II d'Aragona    |  |  |       |  |  |                        |  |  |                          |  |
|                           |                        | Giovanna di Castiglia    | Ferdinando II d'Aragona    |  |  |       |  |  |                        |  |  |                          |  |
|                           |                        | Giovanna di Castiglia    | Isabella di Castiglia      |  |  |       |  |  |                        |  |  |                          |  |
| Maria d'Asburgo           |                        | Giovanna di Castiglia    |                            |  |  |       |  |  |                        |  |  |                          |  |
|                           |                        | Manuele I del Portogallo | Ferdinando di Portogallo   |  |  |       |  |  |                        |  |  |                          |  |
|                           |                        | Manuele I del Portogallo | Ferdinando di Portogallo   |  |  |       |  |  |                        |  |  |                          |  |
|                           |                        | Manuele I del Portogallo | Beatrice d'Aviz            |  |  |       |  |  |                        |  |  |                          |  |
| Isabella d'Aviz           |                        | Manuele I del Portogallo |                            |  |  |       |  |  |                        |  |  |                          |  |
|                           |                        | Maria d'Aragona          | Ferdinando II d'Aragona    |  |  |       |  |  |                        |  |  |                          |  |
|                           |                        | Maria d'Aragona          | Ferdinando II d'Aragona    |  |  |       |  |  |                        |  |  |                          |  |
|                           |                        | Maria d'Aragona          | Isabella di Castiglia      |  |  |       |  |  |                        |  |  |                          |  |
|                           |                        | Maria d'Aragona          |                            |  |  |       |  |  |                        |  |  |                          |  |

## Galleria d'immagini

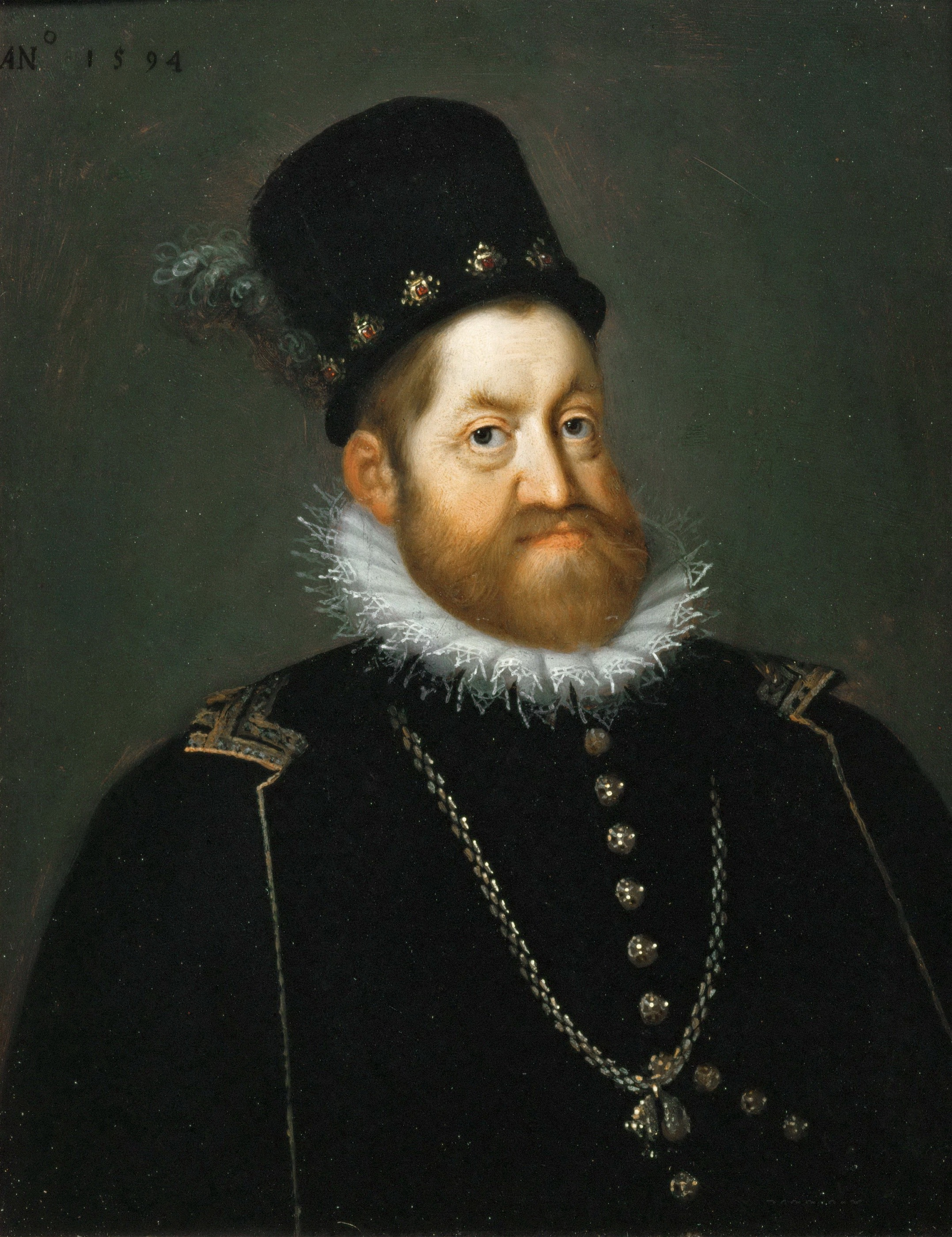
Ritratto di Rodolfo II, opera di Joseph Heintz il vecchio
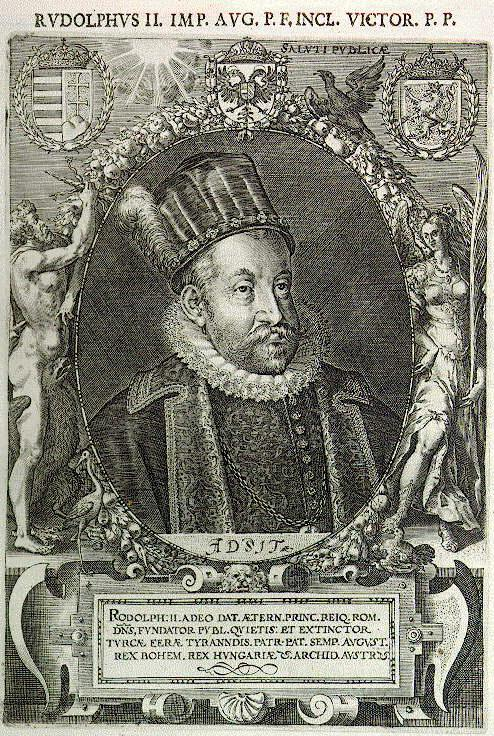
Stampa di Dominicus Custos
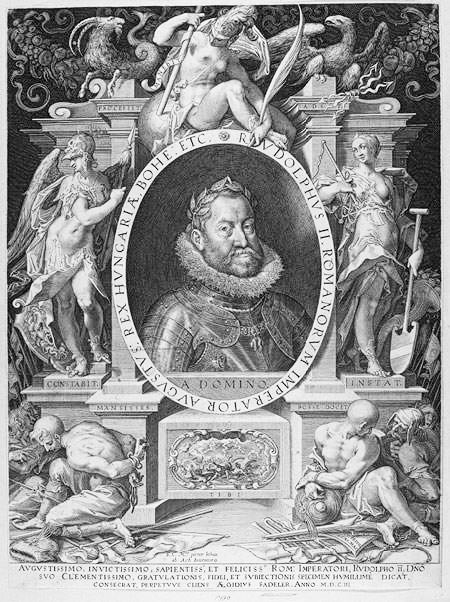
Stampa di Egidius Sadeler
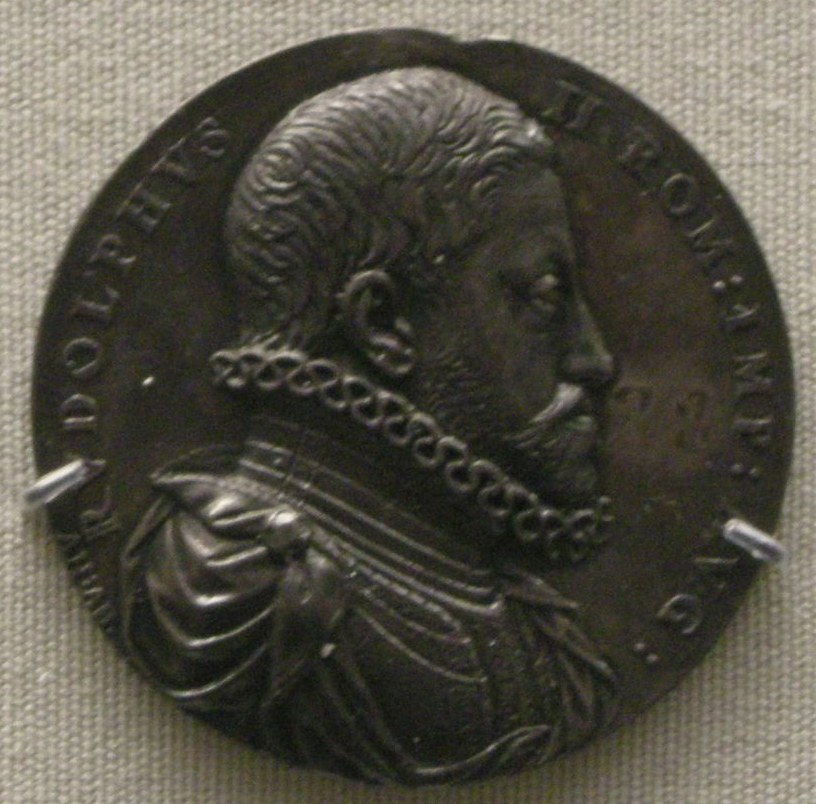
Antonio Abondio, medaglia argentea dell'imperatore Rodolfo II